# Fly540
Simplifly

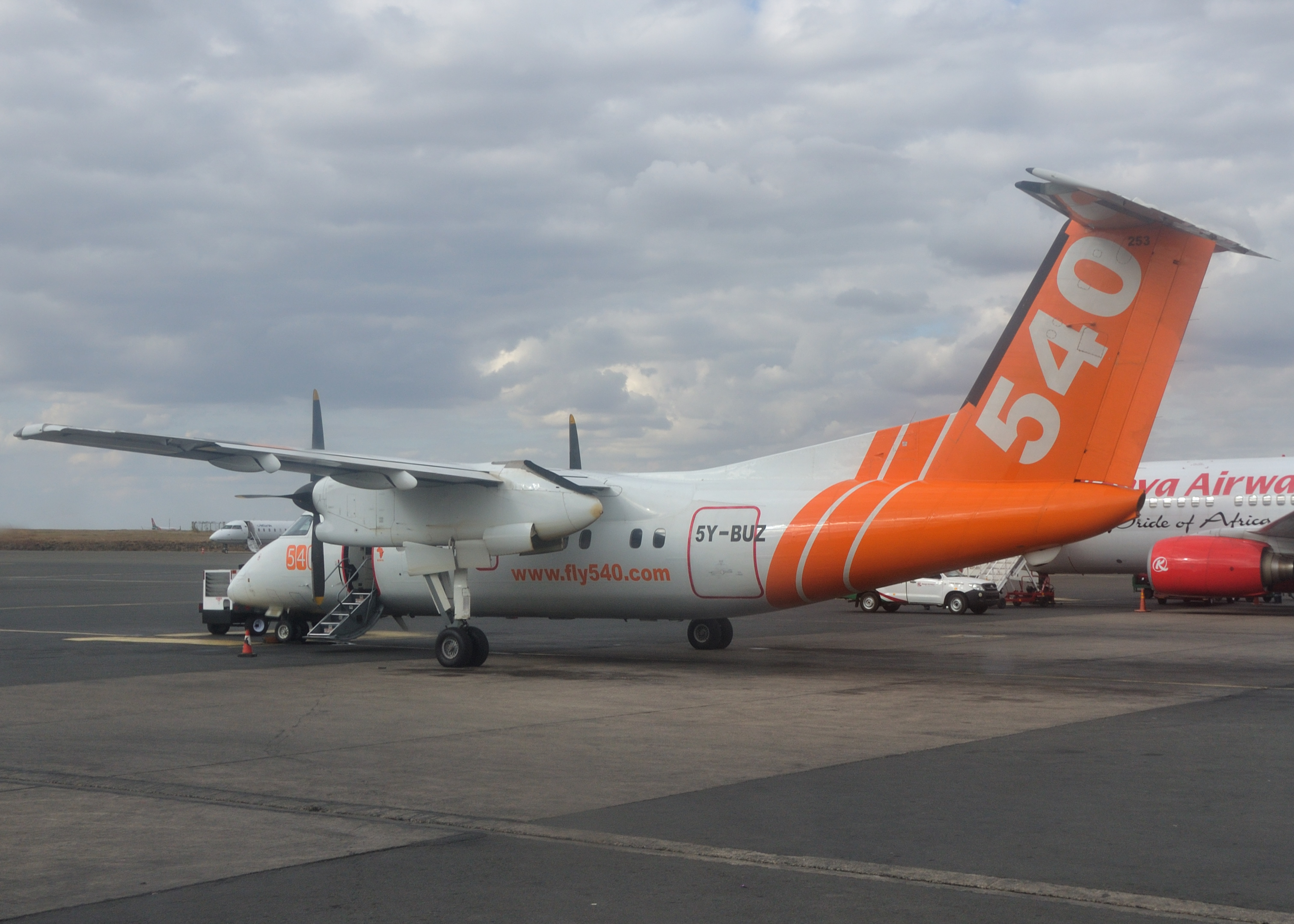
Un Dash 8-102 sur l'aéroport international Jomo Kenyatta en 2010

Fly540 (Five Forty Aviation) est une compagnie aérienne kényane basée à Nairobi. Elle est active dans les secteurs de l'aviation d'affaires et des vols à bas prix (low cost) assurant des vols nationaux pour les passagers et le fret ainsi que des vols internationaux vers Entebbe en Ouganda, Rumbek au Soudan, Djouba au Soudan du Sud, Bujumbura au Burundi ainsi que plusieurs destinations vers la Tanzanie dont l'ile de Zanzibar.

## Histoire
L'histoire de Fly540 débute en 2006 avec un capital initial de 3 millions d'USD détenu pour 49 % par le conglomérat britannique Lonrho.

C'est le 24 novembre que la compagnie commence ses opérations. Il s'agit d'une liaison bi-journalière entre Nairobi et Mombasa avec un ATR 42-320 de 48 places. Le prix du billet adulte pour un vol aller-retour est de 5 540 KES et c'est à ce prix que la compagnie fait allusion dans son nom.
En 2007, l'arrivée de deux ATR 42-320 supplémentaires ouvre, dès janvier, une liaison bi-journalière avec Kisumu et, en février, un vol journalier vers Lamu via Mombasa et Malindi.

En mai, la flotte s'agrandit de deux Bombardier Dash 8-102 ce qui permet d'ouvrir de nouvelles lignes nationales.

En octobre, débutent les premières liaisons internationales avec le Soudan et le Burundi.
En janvier 2008, la compagnie signe un contrat de 150 millions d'USD pour l'acquisition de huit ATR 72-500s qui auraient dû être livrés en 2008 et 2009. Au 1er janvier 2011, aucun appareil n'a encore été délivré.

En février, l'Ouganda s'ajoute aux destinations.
Le 28 avril 2009, Fly540 reçoit l'autorisation des autorités angolaises d'ouvrir une nouvelle plate-forme de correspondance pour, dans un premier temps, des liaisons intra-angolaises au moyen de deux nouveaux ATR 72, avec la vision d'ouvrir des lignes internationales. L'obtention du certificat de transporteur aérien est obtenu après 1 an 1⁄2 de négociations.
En décembre 2010, la première liaison bi-journalière de Fly540 Angola entre Luanda et Cabinda (via Soyo) débute avec un seul appareil.

Dans le même temps, Fly540 et la compagnie kényane East African Safari Air Express (EASAX) signent un accord de partenariat.

## Flotte
Au 13 novembre 2013, la flotte de Fly540 comportait les appareils suivants :
- Aviation commerciale régulière[5] :
  - 4 ATR 72 ;
  - 2 Bombardier Dash 8-102 ;
  - 3 Bombardier CRJ-100ER ;
  - 2 Douglas DC-9-10.

- Aviation d'affaires :
  - 1 Learjet 40XR ;
  - 1 Gulfstream G150 ;
  - 1 Gulfstream G200 ;
  - 1 Challenger 850 ;
  - 1 Falcon 2000.

## Accidents
- Le 13 août 2008, un Fokker F27-500 transportant une cargaison de khat et en provenance de l'aéroport international Jomo Kenyatta à Nairobi s'écrase à 3 km de l'aéroport de K-50 Airport (en)[6] tuant les trois membres de l'équipage[7].
- Le 27 janvier 2011, un Fokker F27-500 rate son atterrissage à l'aéroport Wilson et termine sa course dans un champ de maïs sans faire de victime parmi les quatre occupants[8].